# Macedonio Alcalá

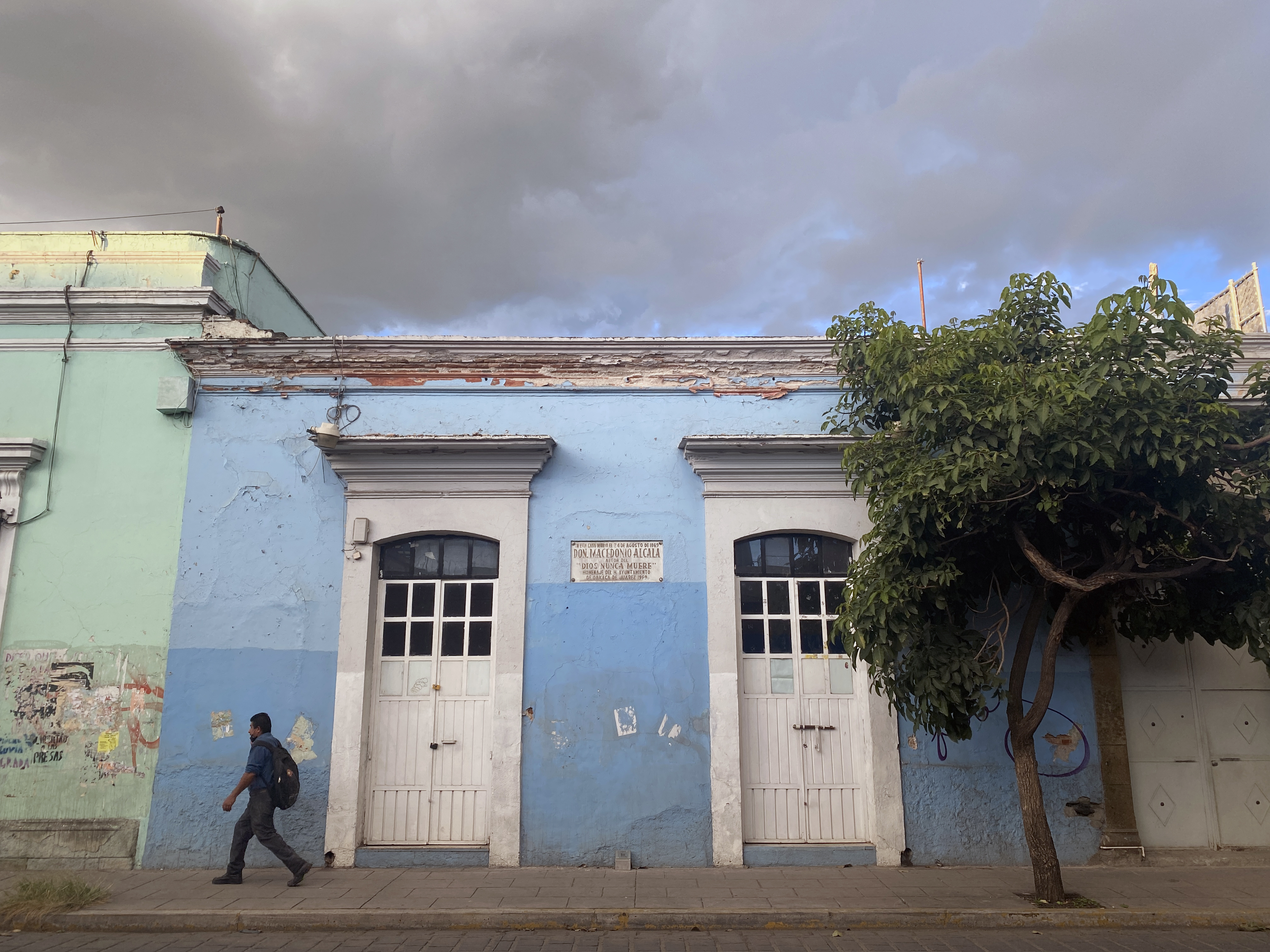
Casa donde falleció Macedonio Alcalá, en el centro de Oaxaca de Juárez.

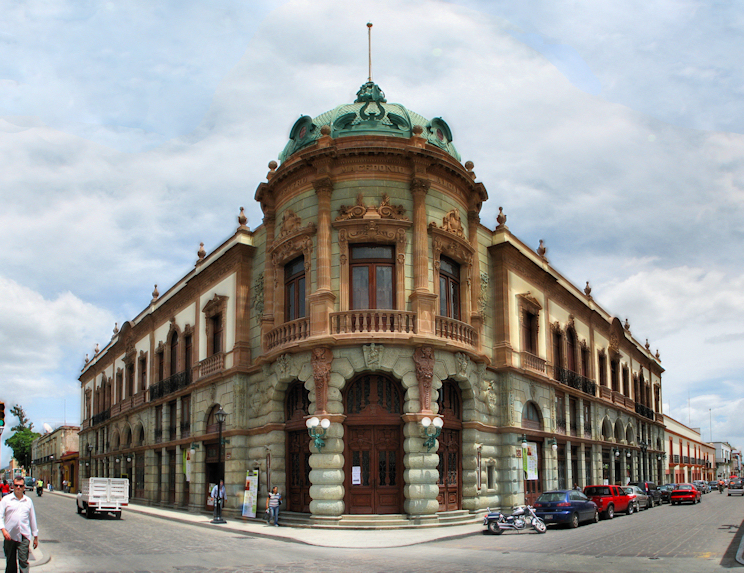
Teatro Macedonio Alcalá.

José Macedonio Alcalá Prieto (Oaxaca de Juárez, México, 11 de septiembre de 1827-24 de agosto de 1869) fue un violinista, pianista y compositor mexicano. Es recordado por el vals «Dios nunca muere», llamado «el himno no oficial de Oaxaca» o el «himno local de Oaxaca».

## Biografía
Nació en la ciudad de Oaxaca, hijo de Antonio Alcalá Juárez y María Guadalupe Prieto Acuña, en una casa que se ubica en la actual avenida José María Morelos. En 1831, como parte de una familia que estuvo activa en la música por más de un siglo. Desde temprana edad mostró interés hacia la música y comenzó a asistir a la escuela fundada por el profesor José Domingo Benavides, al lado de sus hermanos Nabor, Bernardino y Bernabé.
Su talento musical pronto fue evidente, y enseguida aprendió a tocar el piano, chelo, viola, flauta y el oficleido. Fue un músico consumado con todos estos instrumentos, pero su principal fue el violín. Como violinista, fue ampliamente solicitado no sólo en iglesias, sino también en bailes populares y reuniones sociales.
Su persistencia y dedicación fueron recompensadas con una beca provista por el gobierno del estado de Oaxaca, permitiéndole continuar sus estudios en la Ciudad de México. Cuando concluyó sus estudios regresó a Oaxaca, donde se convirtió en miembro de la Orquesta Filarmónica de Santa Cecilia, una orquesta especializada en la interpretación del trabajo de compositores locales. Poco tiempo después se convirtió en director de la Banda de Música de Oaxaca.
En 1850 ya dirigía un pequeño conjunto de bailes, palenques, serenatas y fiestas particulares. En muchas ocasiones el joven Macedonio Alcalá, fue contratado junto con su orquesta, para amenizar alguna reunión y fiestas el mismo día, por lo que tenía que trasladarse de un municipio a otro del estado de Oaxaca para cumplir sus compromisos contraídos.
Algunos años después se mudó a Santo Domingo Yanhuitlán, buscando una vida más tranquila. El 30 de julio de 1854, a la edad de 23 años, Alcalá se casó con Petronila Palacios de 21 años, originaria del mismo lugar. Ellos tuvieron tres hijos, dos varones y una mujer. Aunque él era reconocido como un músico consumado, no era capaz de ganar suficiente dinero en su profesión para mantener a su familia. Esto lo llevó a la depresión y al alcoholismo. Intentó regresar a Oaxaca, pero enfermó de tuberculosis. Sus hermanos se negaron a ayudarlo, pero los miembros de la Orquesta Filarmónica de Santa Cecilia acudieron en su auxilio, proveyéndole un médico, medicinas y otros tipos de ayuda. Hacia el año 1867 se convirtió en profesor de música en la Hacienda de la Concepción.
Murió a causa de su enfermedad en Oaxaca el 23 de agosto de 1869, a la edad de 37 años, en la miseria; dejó viuda a Isabel Martínez y en la orfandad a sus tres hijos: José de 12, Ignacio de 10 y Soledad de nueve años de edad, respectivamente. Su hijo mayor Francisco José Alcalá fue músico y compositor.

### Composición de «Dios nunca muere»
Existen distintas versiones de cómo fue compuesto el vals más famoso de Alcalá. Una apunta que durante su convalecencia, una delegación de indígenas de un poblado cercano, Tlacolula de Matamoros, llegaron para solicitarle que compusiera un vals en honor a la Virgen María, patrona de la población. Aunque seguía lejos de estar bien, Alcalá trabajó arduamente en el vals «Dios nunca muere». Este fue un gran éxito desde la primera vez que fue interpretado en público y la gente de la población quedó muy complacida. Otra versión narra que compuso la pieza cuando fue profesor de música en la Hacienda de la Concepción, en Concepción del Progreso. Alcalá habría enfermado de paludismo, y recibió la visita de un compadre, José Maqueo, mismo que le habría dejado dinero debajo de su almohada como una ayuda que el músico no esperaba. Al ver las monedas Alcalá habría dicho «mira, ¡dinero!, Dios Nunca Muere para los pobres» inspirándole la pieza.
Después de la muerte del gran músico oaxaqueño, en 1876 su hermano Bernabé publicó a su nombre en la Ciudad de México la partitura de «Dios nunca muere», sin embargo, los nativos de Tlacolula de Matamoros lograron demostrar que la obra era del también conocido como «Tío Macedas». La pieza fue posteriormente atribuida a Donato Ortega Urrutia, sin éxito.

## Legado
Su vals «Dios nunca muere» es tan popular que ha sido llamado «el himno no oficial de Oaxaca» o el «himno local de Oaxaca». En 1930 le fue cambiado el nombre al teatro casino Jesús Carranza a Macedonio Alcalá, el principal recinto artístico de la ciudad, así como una calle de la ciudad.